# Ги, Бернар

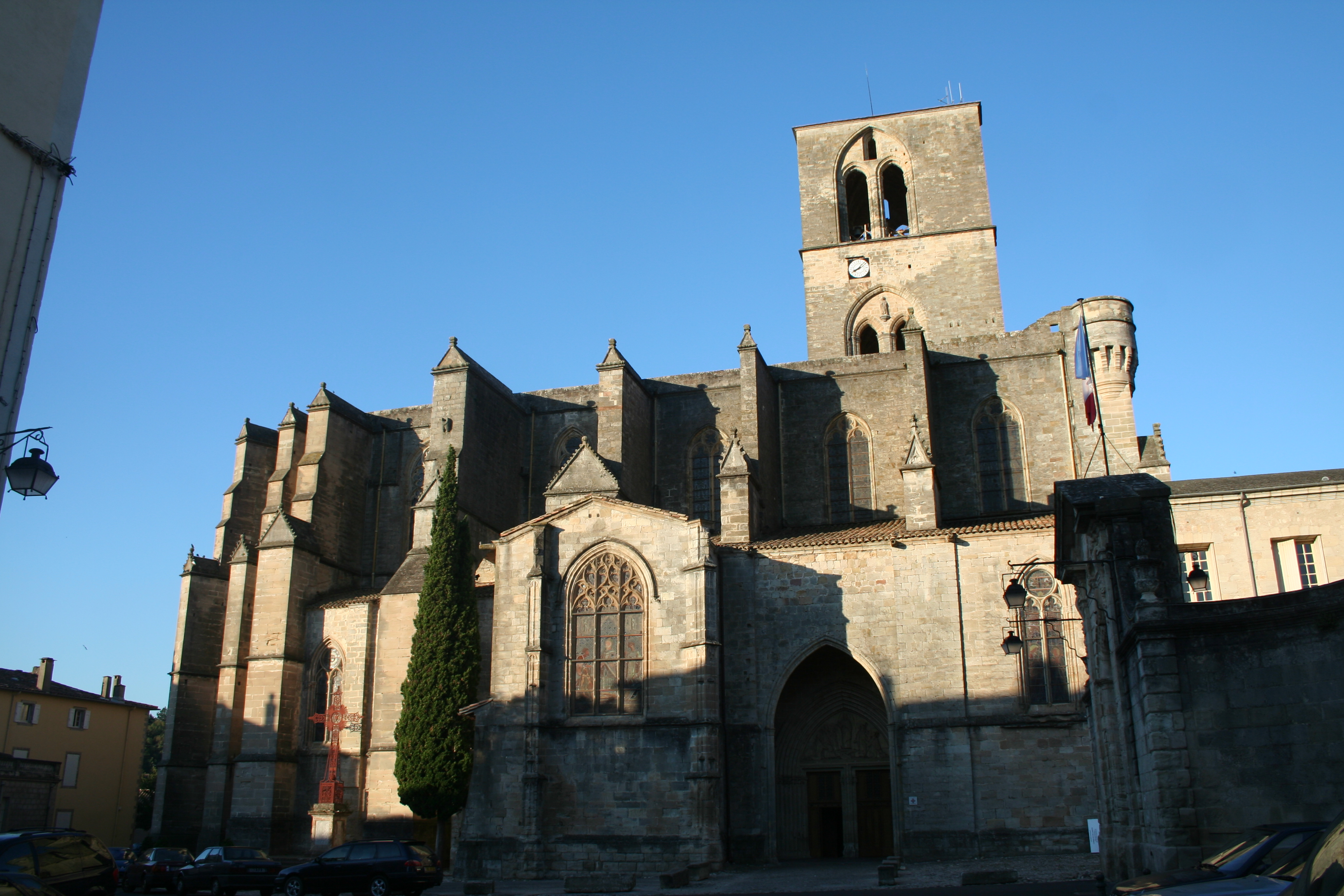
Кафедральный собор Св. Фулькрана в Лодеве, X—XIII вв.

Бернар Ги (фр. Bernard Gui, лат. Bernardus Guidonis, или Bernardus Lemovicensis; около 1261 — 30 декабря 1331) — французский инквизитор-доминиканец, епископ Лодева во Франции и Туя в Испании. Будучи в 1307—1323 годах инквизитором Тулузы, активно боролся с ересями в Лангедоке. Известен как автор многочисленных сочинений на религиозные и исторические темы, в том числе «Наставления инквизиторам» и «Flores Chronicorum».

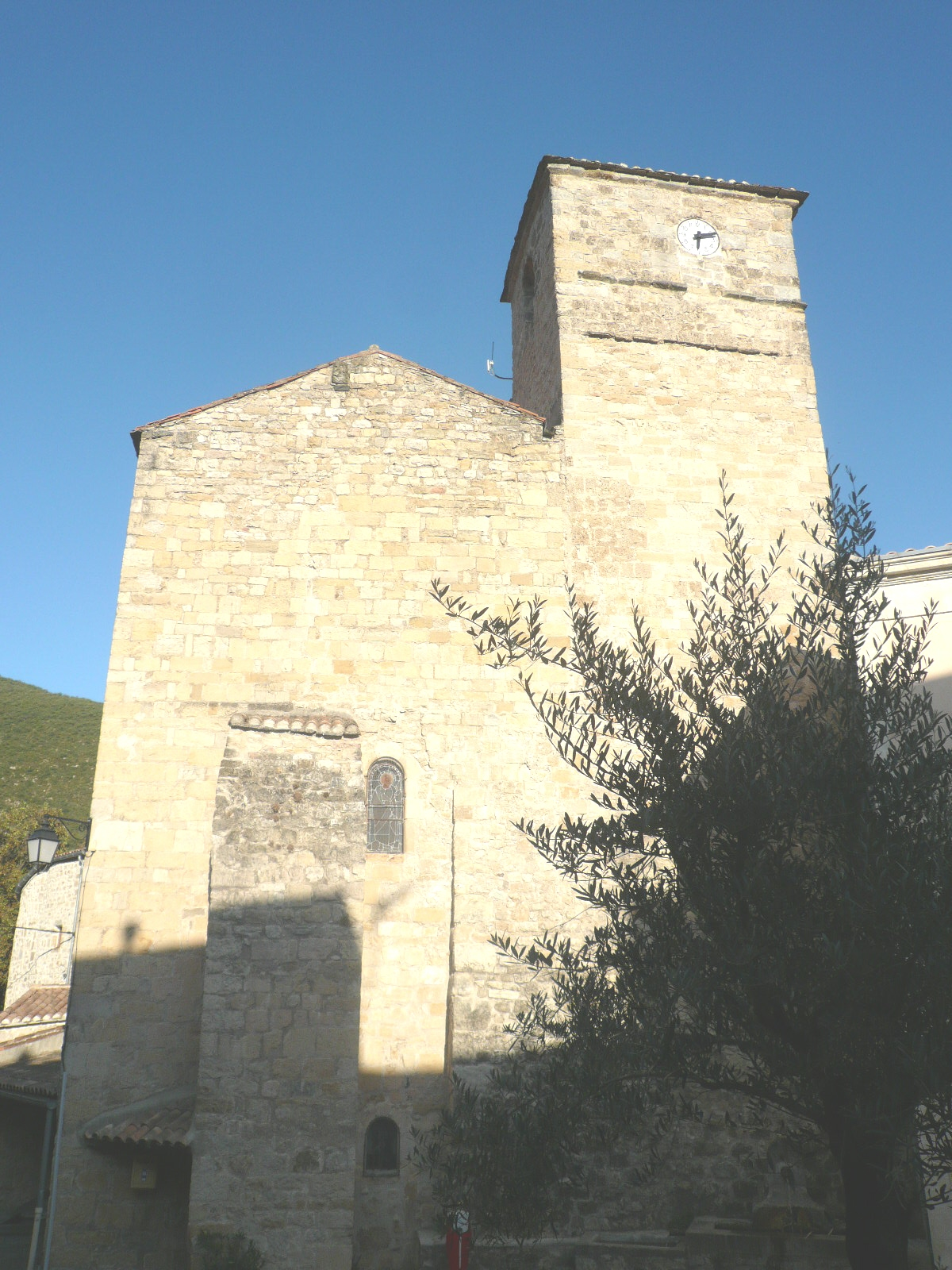
Церковь Святой Марии в Лору, Окситания

## Биография

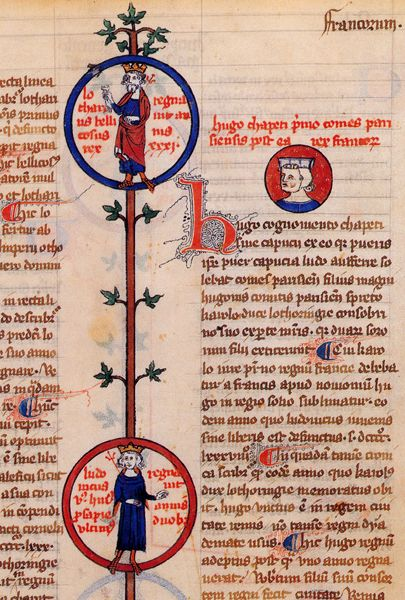
Лист рукописи «Генеалогии французских королей» Бернара Ги. Национальная библиотека Франции

О семье Ги из Ройера в Лимузене известно немного. Не установлено ни имя отца Бернара, ни род его занятий. Из нескольких братьев Бернара только один — Лоран — известен по имени, но это всё, что о нём известно. У матери Бернара был брат, священник Бертран Отерий (Bertrand Auterii), который умер в 1291 году. Вероятно, этот дядя, завещавший Бернару 10 ливров на покупку книг, имел в детстве значительное влияние на будущего инквизитора.
Большинство известных нам подробностей из ранней жизни Бернара Ги содержится в кратком жизнеописании, написанным его племянником Пьером в рамках безуспешной кампании по причислению его к лику святых. Записей о точной дате его рождения не сохранилось, называют как 1261-й, так и 1262 год. Сам он её не помнил, равно как и о том, когда поступил в монастырь. Считается, что это произошло между 1270 и 1275 годами. Вероятно, Бернару было тогда около 12 лет. Монашеский обет он принял 16 сентября 1280 года после положенного годичного послушания.
О том, где и как Бернар получил образование, также ничего не известно, но оно явно включало в себя изучение логики в течение двух лет в Лиможе и Фижаке — в то время в диоцезе Лиможа было 6 монастырей, на которые приходился один преподаватель логики, который каждый год переезжал в другой монастырь. Успешно завершив обучение логике, Бернар следующие два года изучал труды Аристотеля в Бордо. В 1284 году он получил своё первое назначение преподавателем логики в Брив, однако уже в 1285 году продолжил образование, приступив к изучению богословия в родном монастыре в Лиможе. В числе лучших учеников Ги был послан для завершения образования в Монпелье, но для того, чтобы его отправили в Париж, способностей ему явно не хватило.
В 1291 году он получил звания приора и лектора, заняв достаточно значимое место в доминиканской иерархии. В качестве приора Ги мог возглавлять в административном отношении монастырь, а в качестве лектора отвечать за богословское воспитании братии. В небольших монастырях эти две должности зачастую соединялись в одном лице. Дальнейшая карьера доминиканца, как правило, предполагала занятие либо поста лектора в маленьком монастыре, либо помощника лектора в большом, или же повышение в административной иерархии. В 1292 году Ги стал приором в Альби, в 1297 году — в Каркассоне, в 1301-м — в Кастре, в 1302-м — в Перигё и, наконец, несколько раз в 1304—1307 годах в Лиможе.
Таким образом, к 40 с лишним годам Бернар Ги не выделялся среди доминиканцев, и его интересы включали преимущественно молитвы и чтение книг. Под его руководством была построена первая доминиканская библиотека в графстве Тулузском, поскольку даже в самой Тулузе до 1307 года не было специализированного здания для хранения книг. Спокойная жизнь Бернара Ги изменилась после того, как 16 апреля 1306 года в его лиможском монастыре в сопровождении восьми кардиналов проездом остановился папа Климент V, до своего понтификата бывший архиепископом Бордо. Неизвестно, каким именно образом на Ги повлияла встреча с папой, но 16 января 1307 года он занял пост инквизитора Тулузы.
В 1317—1321 годах он выполнял дипломатические поручения папы Иоанна XXII в Италии и Фландрии, за что в 1323 году поставлен был им епископом в Туе (Галисия), а год спустя — епископом в Лодеве (Окситания).
Умер 30 декабря 1331 года в своей резиденции в Лору (совр. департамент Эро). Отпевание состоялось в кафедральном соборе Лодева, после чего его тело погребено было в монастыре доминиканцев в Лиможе. Во времена религиозных войн XVI века его гробница там была уничтожена.

## Деятельность в качестве инквизитора
За время своей деятельности в качестве инквизитора, Бернар Ги вынес 636 обвинительных приговоров, из которых 42 — к сожжению на костре. Такая пропорция (7 %) соответствует статистическим данным по другим известным инквизиторам. Помимо процессов против катаров, вальденсов, бегинок и бегардов, он прославился своим преследованием членов секты «апостольских братьев» — сторонников итальянского ересиарха Дольчино. Несмотря на то, что последний в 1307 году казнён был в Верчелли, ещё в 1316 году Ги сообщал в своих письмах испанским прелатам, что обнаружил в своём округе немало его последователей, изгнав их за Пиренеи, и рекомендовал схватить их там и осудить. Благодаря названным им приметам, в Сантьяго-де-Компостела были схвачены пятеро еретиков. Но спустя ещё пять лет в Тулузе был арестован апостолик из Галисии Педро де Луго, которого на состоявшемся спустя год аутодафе заставили публично отречься от взглядов, заменив костёр пожизненным заключением.

## Сочинения
Является довольно плодовитым автором, перу его принадлежит не менее 35 точно атрибутированных ему сочинений. Наиболее известным из них является трактат «Наставление инквизиторам» (лат. Practica officii Inquisitionis) в пяти частях (1314—1316), сохранившийся в четырёх рукописях, в котором подробно описывается вся инквизиционная судебная процедура, начиная с повестки в суд и отлучения в случае неявки на него, и кончая приговором.
Его литературные труды, в большинстве своём, носят компилятивный характер. Среди исторических можно, прежде всего, назвать всемирную хронику «Flores Chronicorum» (фр. Fleurs des chroniques), сохранившуюся примерно в 50 манускриптах и имевшую не менее десяти редакций, в первой из которых излагались события с сотворения мира до 1311 года, понтификата Климента V, а в последней — до 1331-го, понтификата Иоанна XXII. Уже в XIV столетии эта хроника переведена была на окситанский язык и дважды — на старофранцузский.
Помимо неё, в 1313 году он составил «Краткую хронику императоров» (лат. Chronica imperatorum romanorum, фр. Chronique abrégée des empereurs), а в 1316-м — трактат «О происхождении франков» (лат. De origine prima Francorum) и «Список французских королей» (лат. Nomina regum Francorum). Перу его также принадлежат: «Трактат об эпохе первых соборов» (фр. Traité sur 1'époque de la eélébration des conciles), «Хроника начиная с правления Людовика Святого» (лат. Chronica de progressu temporis sancti Ludovici), «Хроника Артизских настоятелей» (фр. Chronique des Prieurs d’Artize, 1313), «Хроника Грамонских настоятелей» (фр. Chronique des Prieurs de Grandmont), «Перечень епископов Лиможских» (фр. Catalogue des Évêques de Limoges, 1318), «Перечень епископов Лодевских» (лат. Catalogus episcoporum Lodovensium), «Трактат по истории аббатства Св. Августина в Лиможе» (лат. De monasterio sancti Augustini Lemovicensis, фр. Traité sur l'histoire de l'abbaye de St. Augustin de Limoges), «Хроника епископов Тулузы» (фр. Chronique des évêques de Tolouse, 1327), а также «Хроника графов Тулузских» (лат. Chronica comitum Tolosae), основанная на «Альбигойской хронике» монаха-цистерцианца Петра Сернейского и «Истории альбигойцев» тулузского каноника Гийома Пюилоранского, и история доминиканского ордена (лат. De fundatione et prioribus conventuum provincialium Tolosanae et provinciae ordinis Praedicatorum), известная также как «Книга об Ордене Проповедников» (лат. Libellus de ordine Praedicatorum), в основу которой легли сочинения его земляков и предшественников — доминиканских хронистов Жеро из Фраше (ум. 1271) и Этьена из Саланьяка (ум. 1291).
Среди агиографических трудов выделяются сборник житий святых «Speculum sanctorale» (фр. Sanctoral ou Miroir des Saints), «Трактат о Лиможских святых» (фр. Traité sur les Saints du Limousin), «Трактат об апостолах и их учениках» (фр. Traité sur les soixante-douze disciples et sur les apôtres), а также жизнеописание Фомы Аквинского (лат. Vita Sancti Thomae Aquinatis).
В 1312 году он написал также краткую «Хронику французских королей» (лат. Chronica regum Franciae, фр. Chronique des roisde France), дополненную в 1320-м, а в 1313—1314 годах составил их перечень и генеалогическое древо, внося в свои сочинения изменения вплоть до своей смерти. Не располагая, вероятно, достаточными материалами, указал в перечне правителей Франции точные даты правления лишь с 1223 года. Незадолго до своей смерти в 1331 году представил королю Филиппу VI краткий перечень римских пап и императоров.

## В художественной литературе
- В романе Умберто Эко «Имя розы» (1980) Бернар Ги выведен в качестве жестокого и непреклонного инквизитора, которого «интересует не поиск виновного, а сожжение приговорённого».
- В цикле романов «Лорд Солар Махариус» во вселенной «Warhammer 40.000» «Бернард Ги» — позывной флагмана инквизиторской флотилии, подчиненной инквизитору Хорсту.

## В кино
- «Имя розы» — режиссёр Жан-Жак Анно (Франция-Италия-ФРГ, 1986), в роли Бернара Ги — Фарид Мюррей Абрахам.
- «Имя розы» (мини-сериал) — режиссёр Джакомо Баттиато (Италия-ФРГ, 2019), в роли Бернара Ги — Руперт Эверетт.